# Decorsea galpinii
Decorsea galpinii là một loài thực vật có hoa trong họ Đậu. Loài này được (Burtt Davy) Verdc. miêu tả khoa học đầu tiên.